# Citerne de Théodose

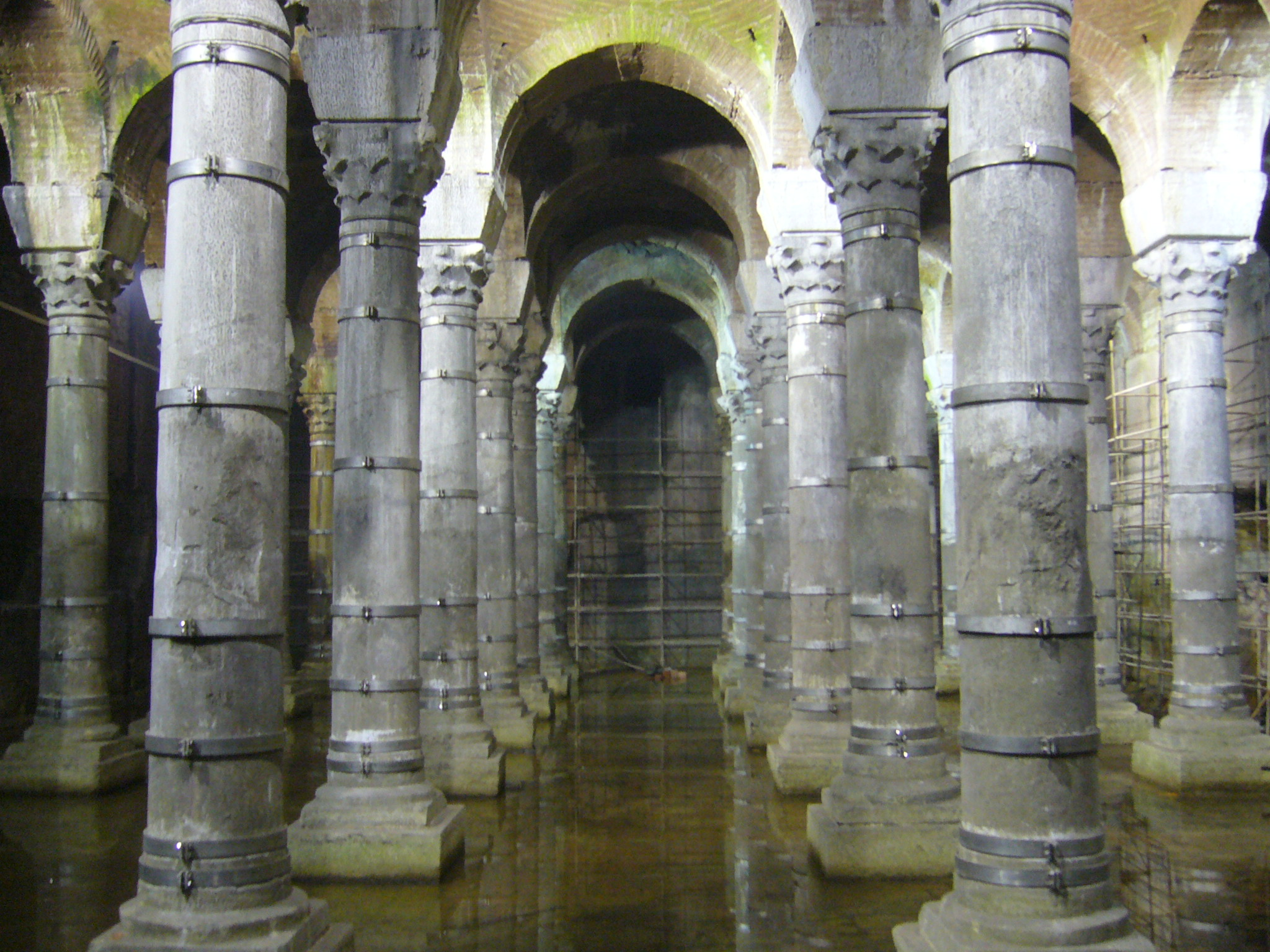
Fûts de colonnes de la citerne de Théodose et leurs cerclages métalliques, avant la restauration, en 2008.

La citerne dite de Théodose  (en grec : Κινστέρνα Θεοδοσίου; en  turc : Şerefiye Sarnıcı) est une citerne couverte de l’ancienne Constantinople byzantine, aujourd’hui Istanbul (Turquie).

## Emplacement
La citerne est située dans le quartier Binbirdirek, au sein du district historique de Fatih, à l’ouest de la citerne de Philoxenos, près de l’hôtel de ville de l’ancien district Eminönü. L’entrée de l’édifice restauré se trouve sur Piyer Loti Caddesi (rue Pierre Loti).

## Histoire

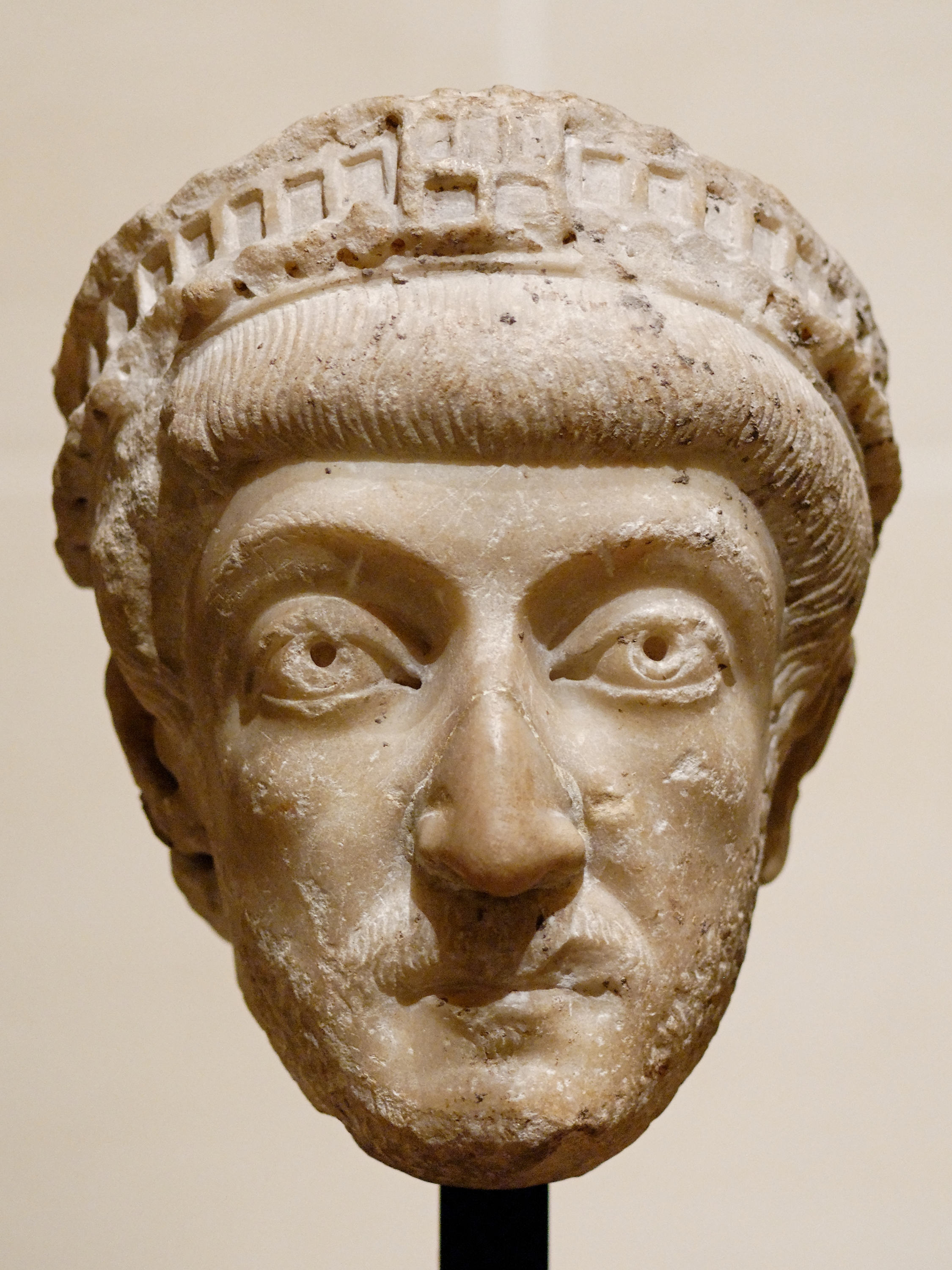
Buste de l'empereur Théodose II (musée du Louvre, Paris).

Bien qu’aucune source historique ne l’atteste, la citerne aurait été construite par l’empereur Théodose II (r. 408 – 450) au Ve siècle dans la cinquième région de Constantinople. L’aqueduc de Valens devait à l'origine fournir l’eau nécessaire au Nymphée, aux  bains de Zeuxippe et au Grand Palais de Constantinople. Toutefois, le système fut jugé insuffisant et fut revu sous Théodose II ; la citerne fut l’une de celles qui, comme la citerne Maxima près du forum de Constantin, fut construite pour assurer une alimentation auxiliaire.
Après huit ans de restauration, la citerne a été rouverte au public en avril 2018. L’architecte Cafer Bozkurt a créé sur la structure d'origine un édifice d'accès en verre. Outre sa vocation touristique, l’ensemble peut servir de salle de concert et un éclairage spécial a été conçu à cette fin.

## Description
De dimensions plutôt modestes, la citerne mesure 42,5 m de longueur sur 25 m de largeur selon un axe nord-ouest/sud-est. Elle est faite de briques enchâssées dans un mortier hydraulique. Son toit de briques rouges repose sur quatre rangées de huit colonnes de marbre de 80 cm de diamètre et d’une hauteur de 9 m se terminant par des chapiteaux corinthiens . Les murs extérieurs consistent en briques de 35 ou 36 cm de longueur et de 5 à 6 cm d’épaisseur, enchâssées dans des joints horizontaux de 6 à 7 cm d’épaisseur.

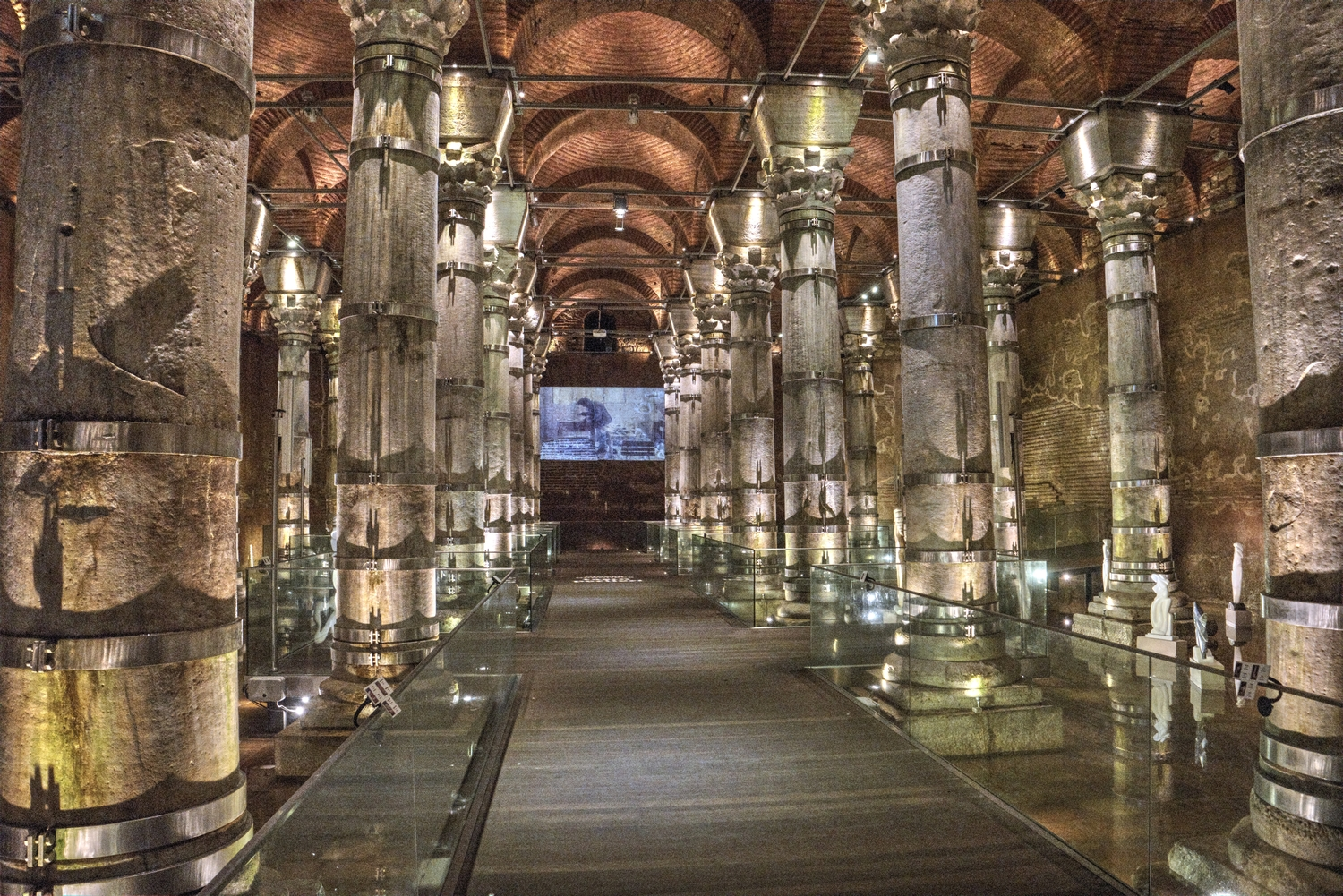
Vue d’ensemble de la citerne après restauration (2019).
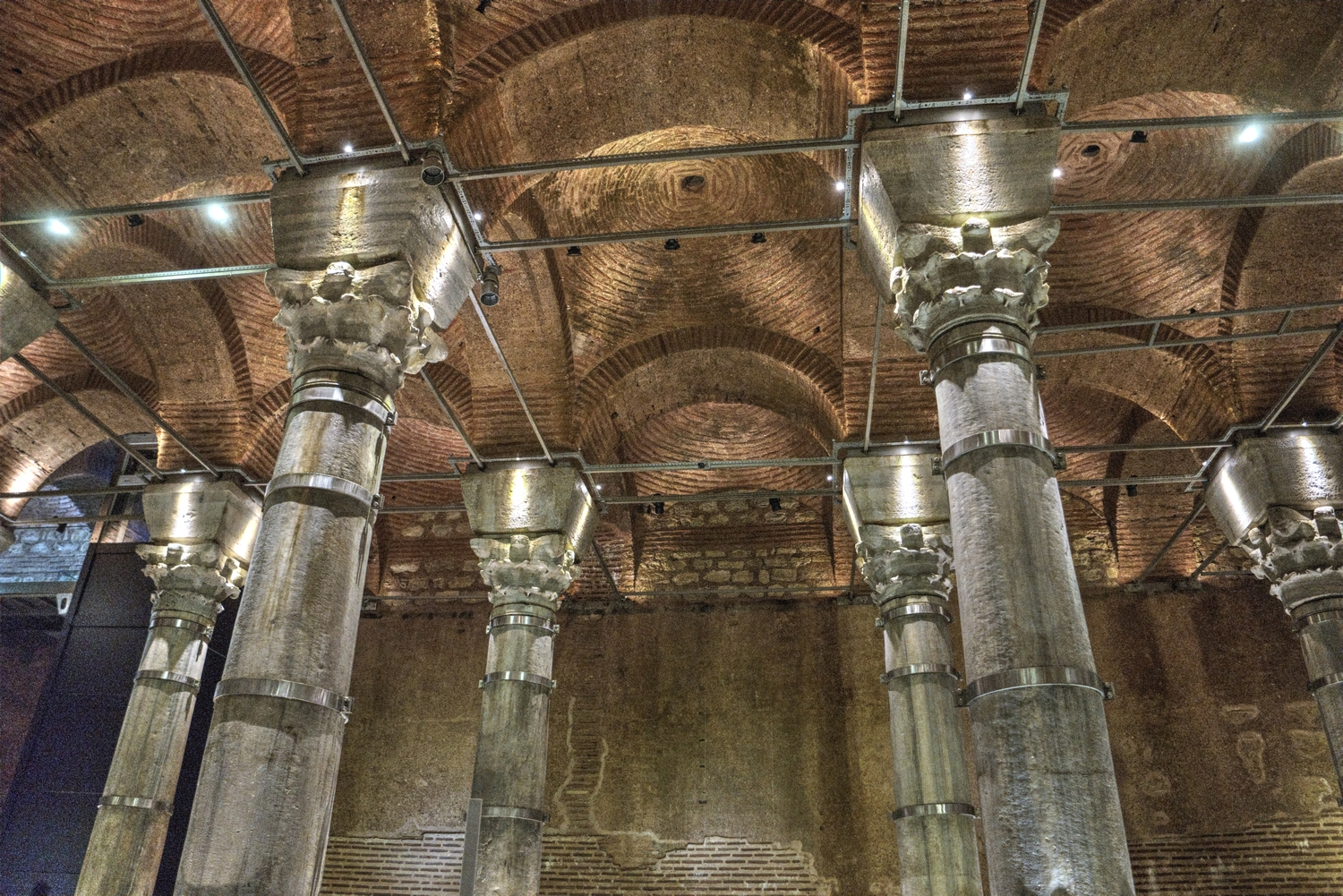
Chapiteaux et colonnes.
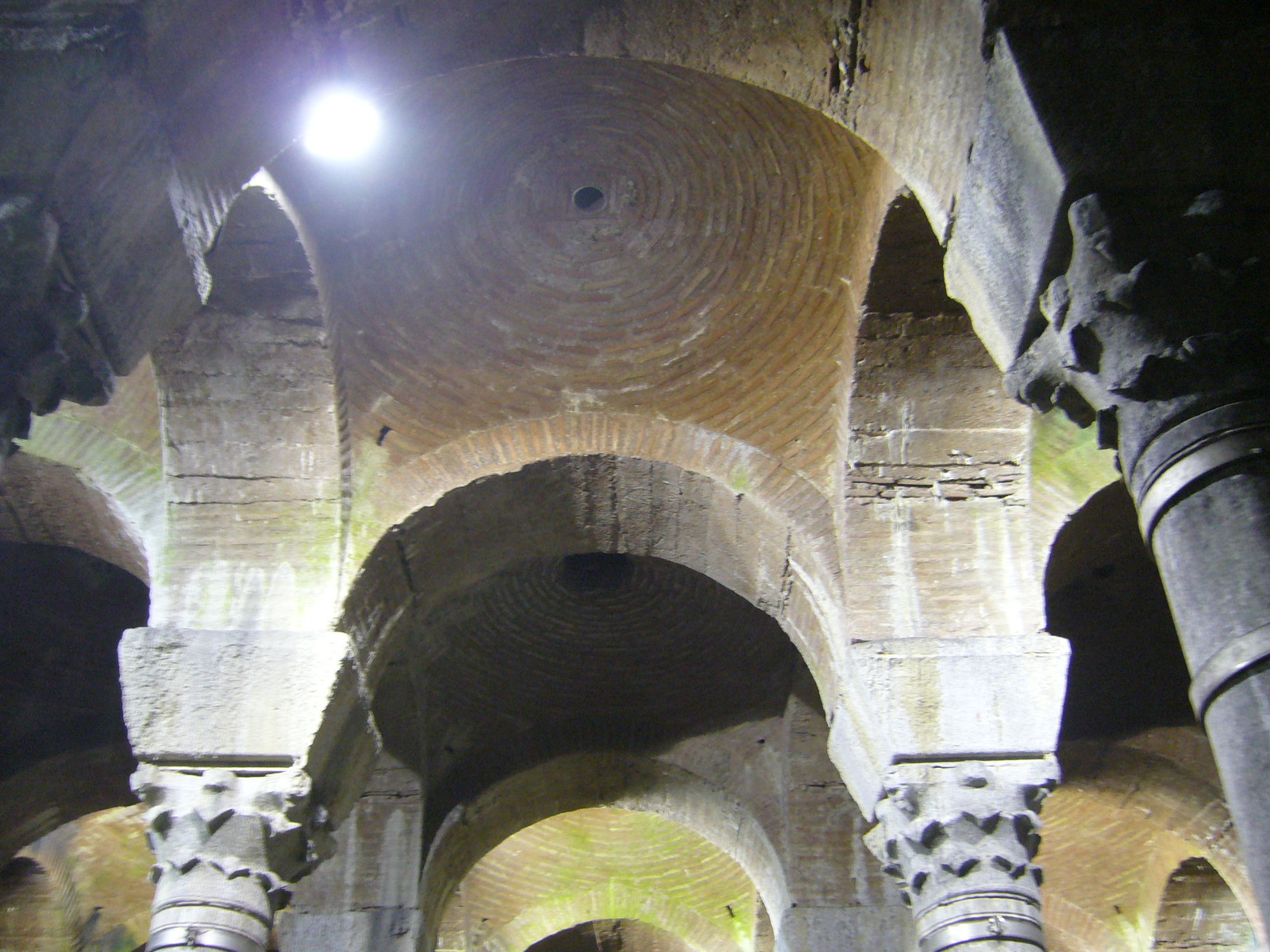
Une des coupoles.
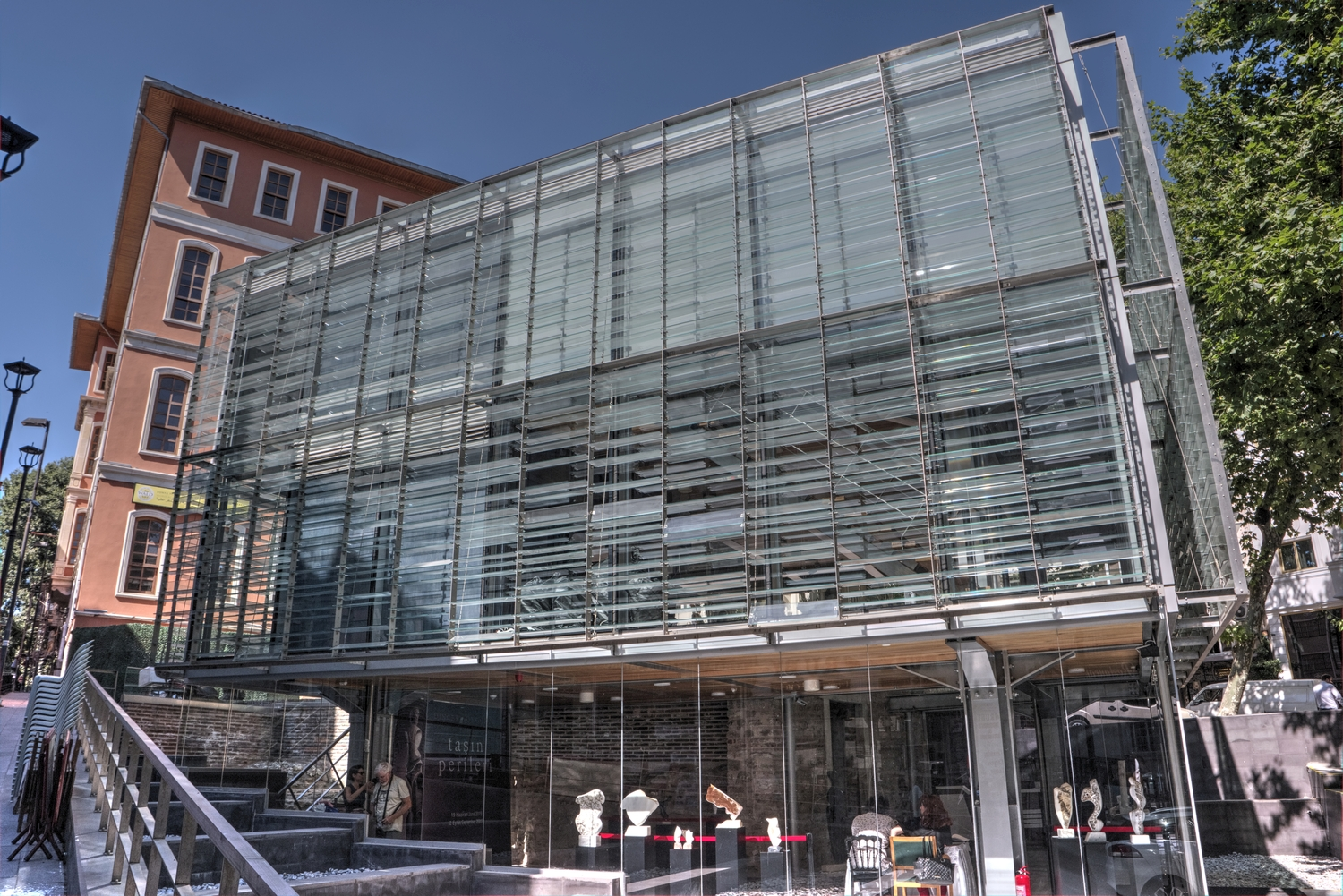
Extérieur de la citerne après restauration.